# GNU 소셜
GNU 소셜(GNU social, 구 명칭: StatusNet, Laconica)은 설치 간의 상호 운용을 위해 OStatus 표준을 구현하는 PHP로 작성된 자유 오픈 소스 소프트웨어 마이크로블로깅 서버이다. 트위터와 유사한 기능을 제공하는 동시에 GNU 소셜은 마이크로블로깅 커뮤니티 간에 개방적이고 서비스 간 분산된 커뮤니케이션의 가능성을 제공하고자 한다. 기업과 개인은 자신의 서비스와 데이터를 설치하고 제어할 수 있다.
GNU 소셜은 수백 개의 상호 운용 서버에 배포되었다.